# Cooper Standard

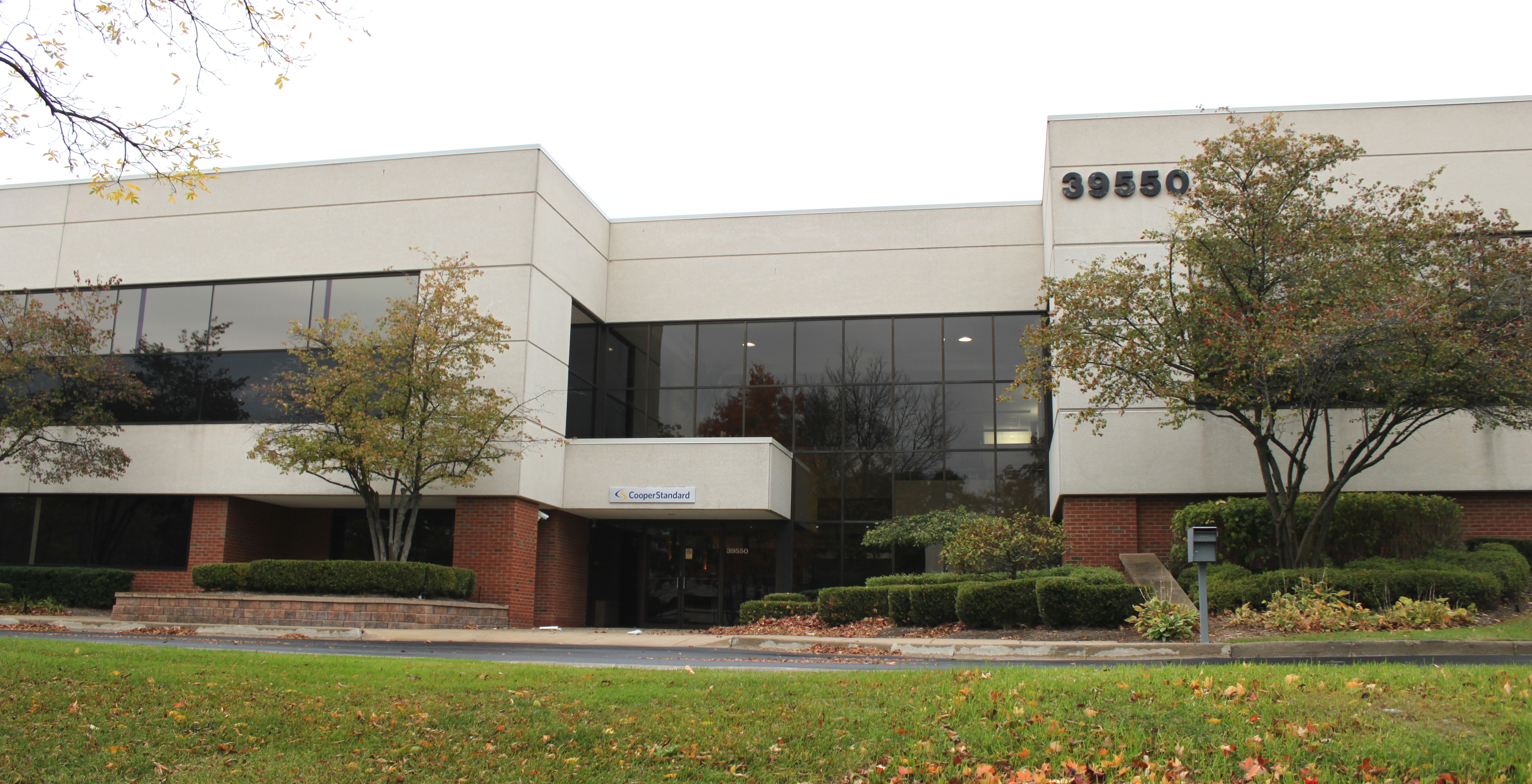
Cooper Standard Hauptsitz in Novi, Michigan, USA

Cooper Standard ist ein amerikanischer Automobilzulieferer mit Sitz in Novi, Michigan.
Zum Portfolio gehören hauptsächlich Dichtungs- und Zierleisten, Kraftstoff- und Bremsleitungen sowie Antivibrationssysteme. Cooper Standard beschäftigt weltweit etwa 30.000 Mitarbeiter und ist mit über 80 Produktionswerken in 20 Ländern vertreten.
In Deutschland unterhält Cooper-Standard Werke in Grünberg, Lindau, Mannheim, Renchen und Schelklingen.
2009 meldete Cooper Standard Insolvenz an, konnte diese jedoch 2010 wieder verlassen.